# Rectoria Vella (Sant Quintí de Mediona)
La Rectoria Vella és l'antiga rectoria de l'església de Sant Quintí al poble de Sant Quintí de Mediona, construïda el segle xvi, tot i que algunes restes de les dependències monàstiques (antic priorat benedictí de Sant Quintí) resten integrades en l'estructura d'aquest edifici de Sant Quintí de Mediona (Alt Penedès) inclòs a l'Inventari del Patrimoni Arquitectònic de Catalunya.
La rectoria vella és un antic casal, a la plaça de l'Església. És de planta rectangular i consta de planta baixa, un pis i golfes, amb una galeria annexa d'arcs de mig punt sobre columnes. La façana principal, de composició simètrica, presenta portal d'arc de mig punt adovellat a la planta baixa, finestres rectangulars amb motllures conopials i mènsules de pinya al pis i finestres petites a les golfes. Els murs, a la part baixa, són fets amb carreus de pedra de mida i disposició irregular i recoberts amb arrebossat.